# Streichinstrument

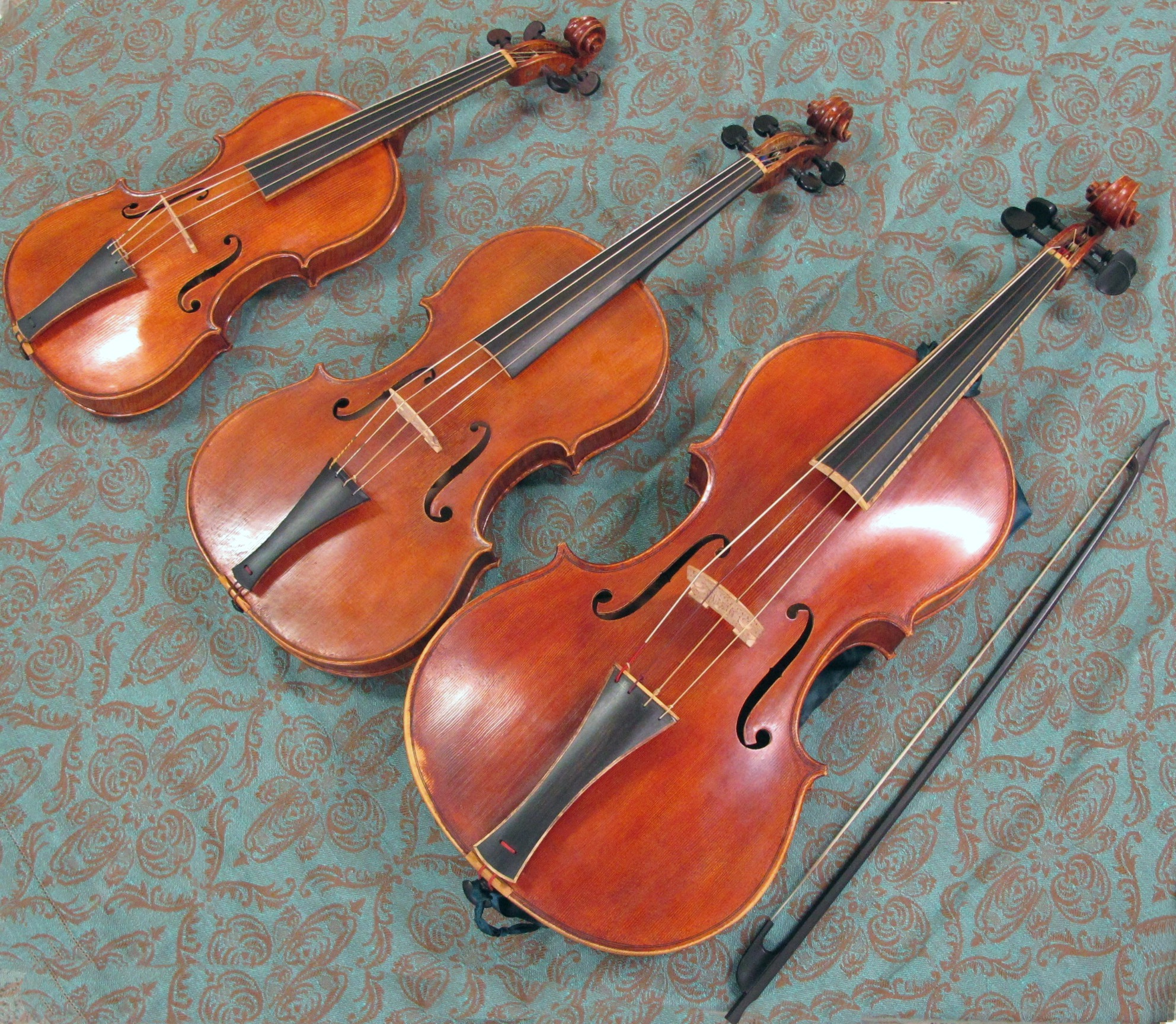
Streichinstrumente der Viola-da-braccio-Familie

Die Streichinstrumente sind Saiteninstrumente, bei denen die Saiten mit einem Bogen (dann auch  Bogeninstrumente genannt), seltener mit einem Stab oder Rad, durch Darüberstreichen in Schwingungen versetzt werden. Das dabei entstehende Ruckgleiten verursacht den Stick-Slip-Effekt. Die Saitenschwingungen werden üblicherweise zur Hörbarmachung auf einen üblicherweise aus Holz gebauten Resonanzkörper übertragen.
Musiker, die Streichinstrumente spielen, werden als Streicher bezeichnet. Bei der Aufzählung einer Orchesterbesetzung werden die Streichinstrumente in der Regel unter der Bezeichnung Streicher (oder italienisch Archi) zusammengefasst; standardmäßig zählen dazu, meist mehrfach besetzt: 1. und 2. Violine, Bratsche, Violoncello und Kontrabass.

## Funktionsweise

### Streichen
Das Anstreichen der Saite gleicht prinzipiell dem Vorgang beim Anzupfen. Beim Streichen wird er aber durch den ständig vorbeigleitenden Bogen oder das Streichrad stetig wiederholt, wodurch ein andauernder Ton entsteht.
Beim Ruckgleiten, welches den Stick-Slip-Effekt verursacht, haftet (englisch „stick“) die Saite am rauen und klebrigen Streichbogen. Die Saite wird mit der Streichbewegung mitgezogen und dadurch gespannt. Sobald die zunehmende Spannung der Saite stärker ist als die Haftung, löst sie sich und schnellt zurück („slip“). Da die Saite aber nicht frei ausschwingen kann, sondern gebremst wird, baut sich der lokale Knick nicht einmalig ab, sondern wird ständig neu erzeugt, wodurch sich permanent neue Obertöne entwickeln. Dieser dem Geigenton überlagerte Klang wird teils als kratzend und spitz wahrgenommen. Die Saite selbst schwingt auch hier wieder im Wesentlichen mit ihrer Eigenfrequenz und hat im Vergleich zur Gitarre einen gleichförmig hohen Oberwellenanteil.
Um eine entsprechende Reibung zu erhalten, wird beim Streichbogen das besonders raue Pferdehaar verwendet und auf Streichbogen und Streichrad Kolophonium, ein klebriges Baumharzprodukt, aufgetragen.

### Zupfen
Die Saite wird durch den Finger einmalig gespannt, wodurch sich ein Dreieck bildet. Sobald die Saite losgelassen wird und frei ausschwingen kann, breitet sich der Knick auf der gesamten Saite einmalig aus (Transiente) und verebbt rasch innerhalb von Sekundenbruchteilen. Die Saite selbst entspannt sich dabei und schwingt letztlich homogen nur noch mit ihrer durch die gegriffene Länge vorgegebenen Resonanzfrequenz. Der Gesamtton besteht damit aus dem Geigengrundton und einem ihm überlagerten hell klingenden Oberwellenanteil, der nicht in Korrelation zur Tonhöhe steht. Anders als beim Klavier oder der Gitarre ist der Grundton bei der Geige sehr gedämpft und schwingt rasch aus. Der gezupfte Ton ist damit vergleichsweise kurz.

## Geschichte
Die einfachste und älteste Form eines Saiteninstruments ist der Musikbogen, der sich häufig nicht von einem Jagdbogen unterscheidet. Eine besondere Art des Musikbogens ist der Mundbogen. Bei ihm werden der Bogenstab oder die Saite an den Mund gelegt, um den Kopf als Resonanzkörper zu nutzen und dann die Sehne mit einem Gegenstand angeschlagen, gerieben, oder mit den Fingern gezupft. Ein Foto auf einer argentinischen Briefmarke zeigt die einfachste Form eines bogengestrichenen Saiteninstrumentes: Das Ende eines kurzen Mundbogens wird in den Mund genommen, die Sehnenspannung kann durch Drücken mit den Fingern der Hand verändert werden. Diese Sehne wird durch Darüberstreichen mit der Sehne eines zweiten kurzen Bogens in Schwingung versetzt. 
Die chinesische yazheng ist eine mit dem Streichbogen gespielte Zither. Die früheste chinesische Quelle der mit einem Stab gestrichenen Röhrenzither Yazheng stammt aus dem 8. Jahrhundert. Die Verwendung von Reibestäben in Zentralasien dürfte älter sein. Vermutlich wurde diese Spieltechnik zuerst in Sogdien um das 6. Jahrhundert an Lauten verwendet, von wo sie nach China gelangte. In den Ruinen der mittelalterlichen armenischen Hauptstadt Dvin wurde eine Glasvase aus dem 9. oder 10. Jahrhundert gefunden, auf der ein sitzender Musiker abgebildet ist, der ein Streichinstrument in einer der Violine ähnlichen Spielposition hält. Die Violine (armenisch djutak, dschutak) könnte drei Saiten besitzen, der Wirbelkasten ist eindeutig nach unten geknickt. Es handelt sich vermutlich um die älteste Abbildung eines mit dem Bogen gestrichenen Saiteninstruments. Ebenfalls aus Dvin stammt das Bild einer Kamantsche genannten Spießgeige auf einer Keramik derselben Zeit, die vermutlich einen Epensänger (gusan) zeigt.
Das Alter der indischen Streichinstrumente ist unklar. Tempelreliefs aus dem 10. Jahrhundert könnten Streichinstrumente oder mit einem Stab geschlagene Röhrenzithern darstellen. Als ältestes indisches Streichinstrument gilt die ravanahattha, unter welchem Namen ursprünglich ein Musikbogen, im Mittelalter eine Stabzither und heute in der nordindischen Volksmusik eine Spießgeige mit zwei Melodie- und mehreren Resonanzsaiten verstanden wird. Im 19. Jahrhundert war wegen dieses Instruments die Vorstellung verbreitet, der Streichbogen sei in Indien erfunden worden. Die älteste arabische Beschreibung vom Spielen des Streichinstrumentes rabab mit dem Bogen stammt aus dem Buch Kitab al-Musiqa von al-Farabi (um 872 – um 950). 
Streichinstrumente wie Fidel und Rebec sind in Europa mindestens seit dem 11. Jahrhundert bekannt. Zumindest beim Rebec ist dabei der arabische Ursprung des Instruments (Rabāb) sicher nachzuweisen. Aus der Fidel und dem Rebec entwickelte sich im 15. und 16. Jahrhundert die Violen- und Gambenfamilie.
Bei der Drehleier werden die Saiten von einem eingebauten Rad gestrichen; sie ist seit dem 10. Jahrhundert dokumentiert und war in der Renaissance und im 18. Jahrhundert beliebt. Die Nyckelharpa (Schlüsselfidel) ist seit dem 15. Jahrhundert in Deutschland, Italien und Schweden nachweisbar.
In öffentlichen und privaten Sammlungen befinden sich Instrumente von bedeutenden Geigenbauern, von Antonio Stradivari und anderen bekannten Meistern des 18. Jahrhunderts bis hin zu Vuillaume im 19. Jahrhundert.
Seit den frühen 2000er Jahren werden  Streichinstrumente auch aus Carbon gefertigt, die laut Ricci Carbon Instruments klanglich mit den Eigenschaften herkömmlicher, aus Holz gefertigten Instrumenten mithalten können und gleichzeitig witterungsstabiler und robuster sind.
Eine noch längere Geschichte haben Streichinstrumente in China, die unter dem Begriff Huqin zusammengefasst werden. Um 800 wurden dort Streichinstrumente mit einem schmalen Bambusstreifen gestrichen. (Etwa zur gleichen Zeit benutzte man in Korea einen Holzstab zum Streichen, der mit Harz überzogen war.)

## Instrumententypen
Die gebräuchlichsten Streichinstrumente in der klassischen und zeitgenössischen europäischen Musik sind: Violine, Viola, Violoncello, Kontrabass.
Historische Streichinstrumente, die zur Aufführung alter europäischer Musik zunehmend wieder gebraucht werden, sind insbesondere Fidel, Gambe, Rebec (Rubeba), Trumscheit, Drehleier, Nyckelharpa und Viola d’amore. 
Zur Aufführung der französischen Musik zwischen 1650 und 1750 wird inzwischen in der historischen Aufführungspraxis vermehrt auf die damals übliche Besetzung von Violinen, Haute-contre de violon (Bratsche), Taille de violon, Quinte de violon, Basse de violon zurückgegriffen. Die Taille und Quinte de violon unterscheiden sich lediglich in der Korpusgröße von der Haute-contre, die Stimmung ist gleich, aber das Klangvolumen ist der Größe entsprechend erhöht. Ähnliches gilt für die Basse de violon, ein Instrument, das etwa 10 cm größer ist als ein Cello. 
Zu den Streichinstrumenten mit Resonanzsaiten gehören Viola d’amore, Baryton, Nyckelharpa und der Trumscheit. 
Einige Streichinstrumente haben Bordunsaiten. Zu ihnen gehören Lira da Gamba, Lira da Braccio, Drehleier und einige Formen der Nyckelharpa.

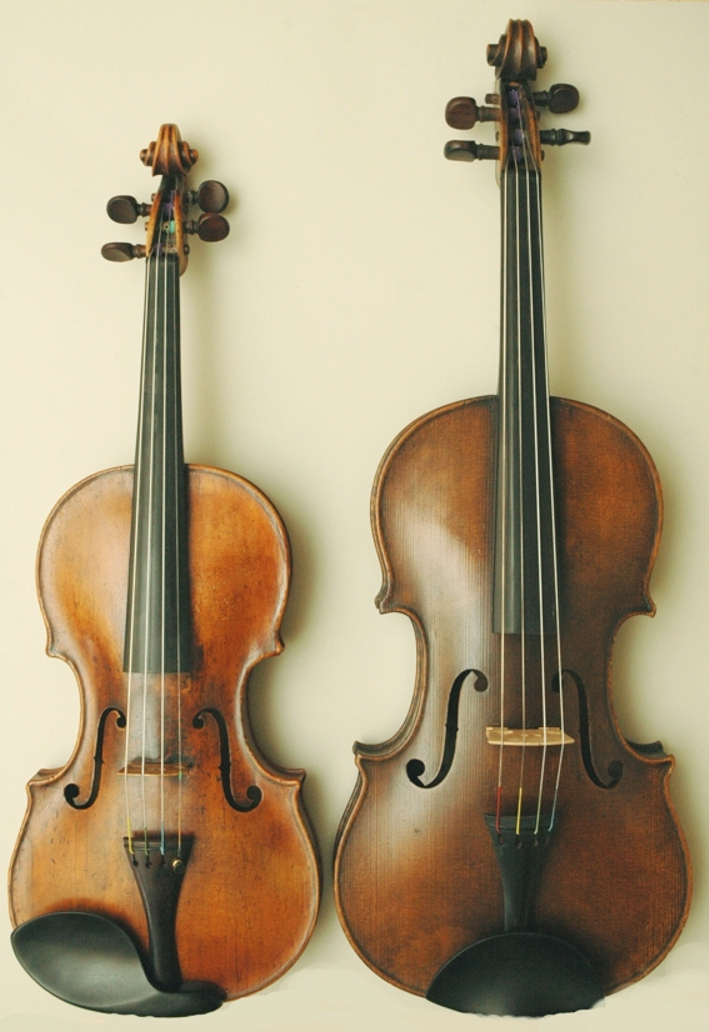
Violine und Bratsche
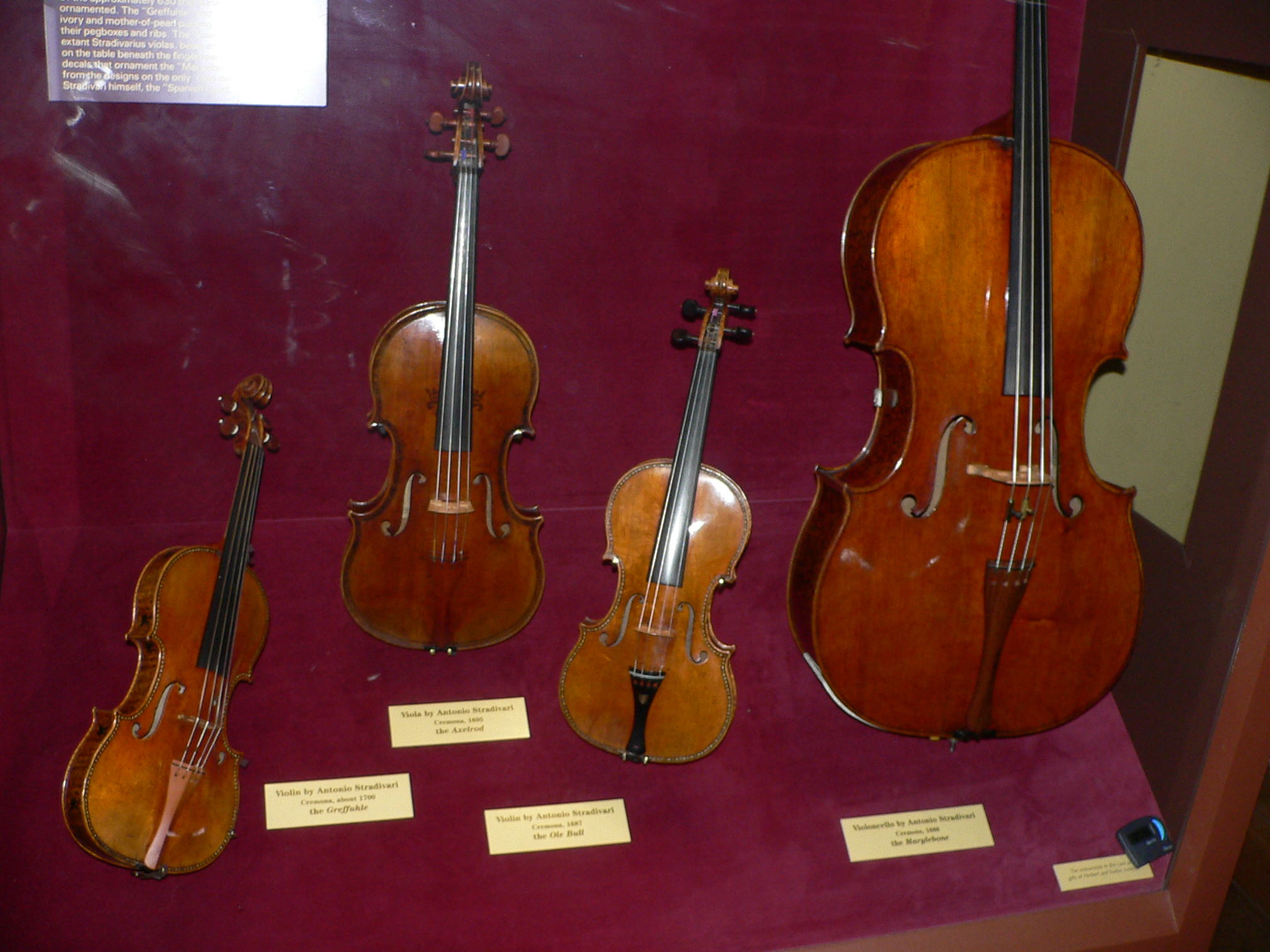
Stradivari Streichquartett
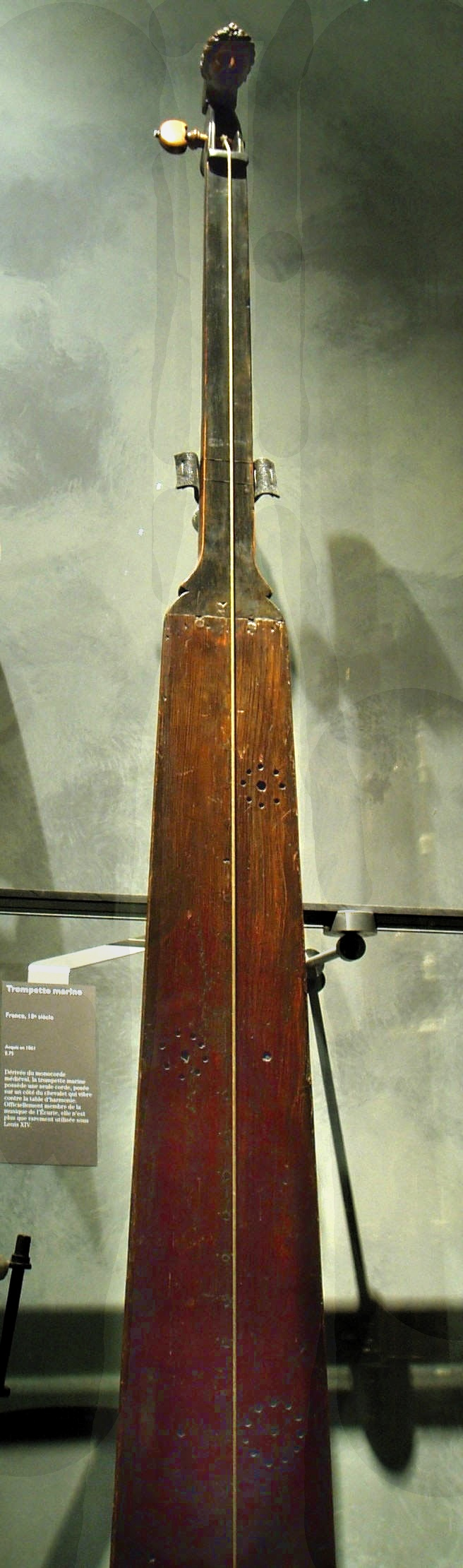
Tromba marina
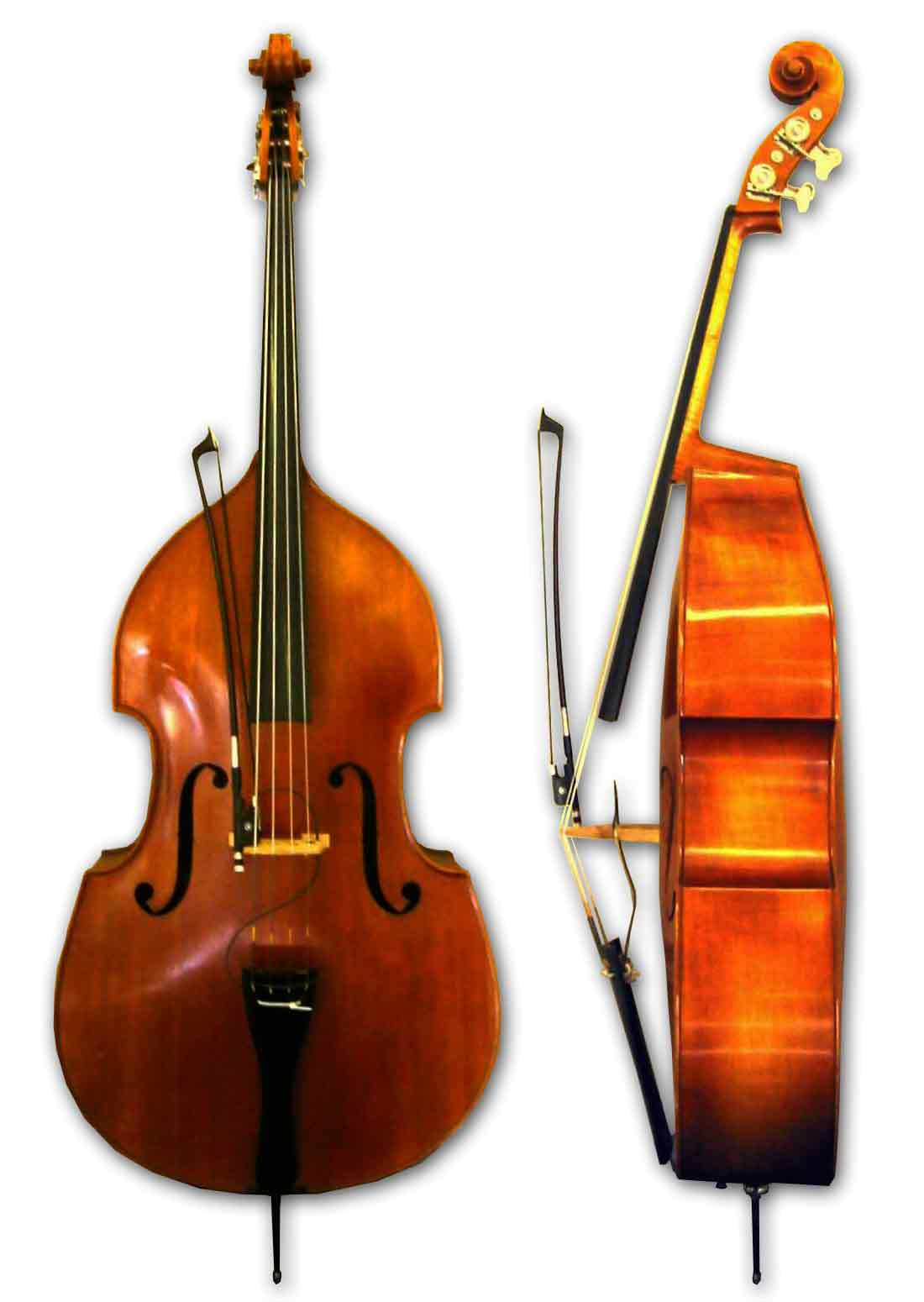
Kontrabass

Streichinstrumente, die im Bereich Folk und europäische traditionelle Musik gebraucht werden, sind neben den aus der Kunstmusik bekannten Instrumenten Drehleier, Gudok in Russland, Gadulka in Bulgarien, Suka in Polen und Varianten der Husle in einigen slawischsprachigen Ländern Osteuropas. Besonders in der skandinavischen traditionellen Musik kommen dazu Nyckelharpa und Hardangerfiedel.
Vom 17. bis zum 19. Jahrhundert kam bei Tanzstunden die schmale Tanzmeistergeige zum Einsatz. Sie hat einen hellen und sehr schwachen Klang.
Die chinesischen Streichinstrumente – ein- und zweisaitige Geigen, die u. a. das Rückgrat des Orchesters in der Peking-Oper darstellen – werden unter der Bezeichnung Huqin (chinesisch 胡琴, Pinyin húqín) zusammengefasst; es handelt sich um Erhu (chinesisch 二胡, Pinyin èrhú), Gaohu (chinesisch 高胡, Pinyin gāohú), Zhonghu (chinesisch 中胡, Pinyin zhōnghú), Gehu (chinesisch 革胡, Pinyin géhú) und Bass-Gehu, die jedoch regional unterschiedliche Bedeutung haben.
Die Rabāb ist ein Streichinstrument in der arabischen Kultur. Im Gamelan in Indonesien wird das  Streichinstrument Rebab verwendet. Sarinda, Sarangi und Banam sind Streichinstrumente der nordindischen Volksmusik. Kokyū (jap. 胡弓/鼓弓) und Shamisen sind dreisaitige Langhalslauten in Japan. 
Alle genannten Streichinstrumente gehören instrumentenkundlich zu den Halslauten. Die kleine Minderheit der nicht zu den Halslauten gezählten, mit einem Bogen gestrichenen Saiteninstrumente wird in Zithern und Leiern eingeteilt. Einfache Formen gestrichener Zithern sind die zweisaitige isländische Kastenzither Fiðla und die dreisaitige Tautirut der kanadischen Inuit. Die seit dem 11. Jahrhundert gestrichene Crwth in Wales ist eine Griffbrettleier, also eine Kombination aus Halslaute und Leier. Mittelalterliche zwei- bis viersaitige Streichleiern ohne Griffbrett haben sich mit der Talharpa und der Jouhikko in der Volksmusik Skandinaviens erhalten.
Mit Tasten ausgestattete mechanische Streichklaviere und halbmechanische Nyckelharpas sind ebenfalls den Streichinstrumenten zuzuordnen. 
Manche Instrumente zählt man zu den Reibidiophonen, obgleich sie mit dem Bogen gestrichen werden:
- Singende Säge
- Waterphone
- Nagelgeige: In einen hohlen Resonanzkörper eingeschlagene Nägel unterschiedlicher Länge bzw. Dicke werden seitlich mit einem Bogen gestrichen.
- Leder: Die Seri-Indianer (Isla Tiburón, Golf von Kalifornien) stellten Anfang des 20. Jahrhunderts eine starre Lederplatte auf den Boden und strichen mit dem Bogen über die obere Kante der Haut.

Die Phonoliszt-Violina ist ein Musikautomat, bei dem sich um mehrere Violinen ein kreisförmiger Bogen dreht. Der Kreisbogen ist ein rotierender Ring, in dem viele Bogensehnen gespannt sind, sodass sich ein scheinbar kreisförmiger Streichbogen ergibt. Beim Spielen dieses Instruments greifen ansteuerbare Fingerhebel die Töne ab, während die Geigen unter variablen Winkeln und Drücken an den sich drehenden Kreisbogen gedrückt werden. Das Instrument wird mit Tastatur oder Lochkartensteuerung gespielt.
Weitere Spielarten der Geige sind die sogenannte Stroh-Geige bzw. die Tiebel-Geige. Sie besitzen keinen Korpus, sondern einen Grammophon-Trichter zur Verstärkung der Stegschwingungen. Ursprünglich wurden diese Instrumente als laute Alternative zur Geige eingesetzt, um ein ausreichend starkes Signal für die Produktion von Schallplatten zu erzeugen.